# Dominicus Leo

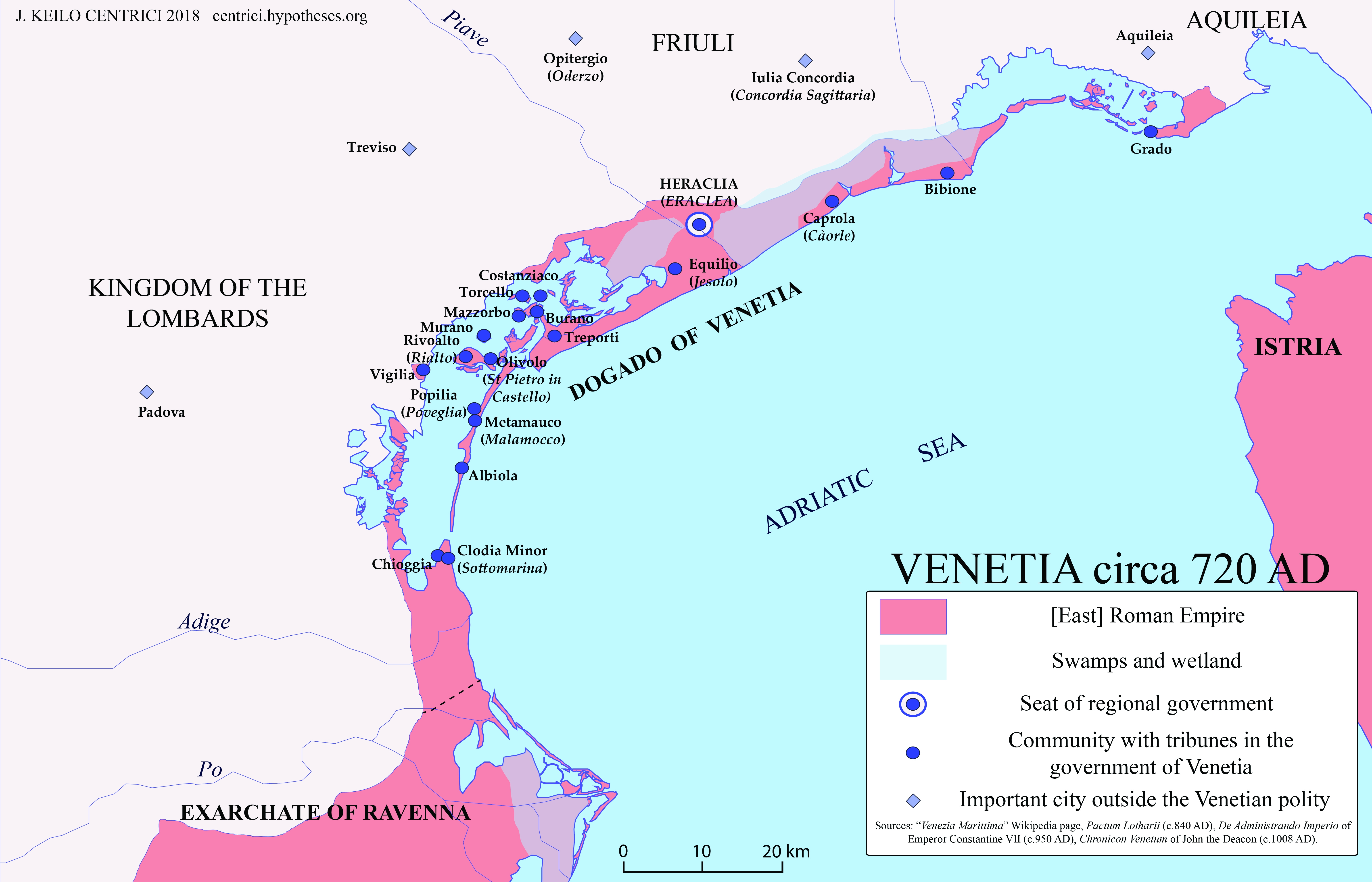
Einflussbereich des Byzantinischen Reiches und Venedigs im Gebiet um die nördliche Adria gegen 720

Dominicus Leo, auch Domenico de’Leoni, war nach der venezianischen Tradition der erste der insgesamt fünf Magistri militum, die nach dem Tod des Dogen Orso Ipato, in den Jahren von 737 bis 742 also, die Siedlungen in der Lagune von Venedig für je ein Jahr beherrschten. Dominicus war als erster dieser Magistri, wenn man dieser Tradition folgt, von 737 bis 738 im Amt. Weder ist der Geburts- noch der Todesort bekannt, noch die dazugehörigen Zeitpunkte. Sein Nachfolger war Felix Cornicula.
Dabei sind die Regierungsdaten der ersten Herren der Lagune insgesamt unsicher, die Historizität der ersten beiden Dogen wird sogar bestritten. Die Datierungskonvention beruht weitgehend auf Festsetzungen, die auf die Chronik des Dogen Andrea Dandolo zurückgehen, und damit auf die mehr als ein halbes Jahrtausend jüngere, staatlich kontrollierte Historiographie Venedigs. Diese schrieb die wesentlichen Leistungen den Dogen zu, während die fünf Jahre der Magistri nebulös blieben. Die jüngere Forschung kann diese bis heute kaum einordnen, hat sich aber inzwischen von der venezianischen Tradition weitgehend freigemacht.
Die Frage, ob das kurzlebige Amt eine Dominanz des oströmischen Kaiserreiches in der Lagune von Venedig anzeigt, oder im Gegenteil, für die Rebellion der dominierenden Familien in der Lagune spricht, wird seit langem diskutiert. Im Zentrum der Forschung steht dabei die nunmehr in das Jahr 739 verlegte Rückeroberung des oströmischen Ravenna von den Langobarden durch eine venezianische Flotte, die damit nicht, wie in der venezianischen Tradition ins Jahr 727 und damit in die Regierungszeit eines Dogen fällt, sondern eines der Magistri militum.

Gebiete des Oströmisch-byzantinischen Reiches und des Langobardenreiches in Italien um 744

Die venezianische Historiographie, die ab dem 14. Jahrhundert ganz überwiegend auf dem Werk des Dogen Andrea Dandolo aufbaute, sah den Kampf um Ravenna vor dem Hintergrund des als ausgesprochen fundamental wahrgenommenen Bilderstreits und des „nationalen Widerstands“ der Italiener gegen die byzantinische Fremdherrschaft als zentral wahr. Dies machte aus dem venezianischen Flotteneinsatz geradezu einen Wendepunkt in der Geschichte Venedigs, wenn nicht des Mittelmeerraumes. Einerseits konnte die Republik Venedig als Retterin von Ostrom-Byzanz und zugleich des Papstes herausgehoben werden, der im Streit mit den byzantinischen Bilderstürmern stand. Andererseits erhielt die Stadt damit im Byzantinischen Reich erstmals wirtschaftliche Privilegien und die Herrschaft über die Adria – eine Ausrichtung, die gleichsam bereits auf Enrico Dandolo verwies, unter dessen Führung die byzantinische Hauptstadt Konstantinopel im Jahr 1204 erobert wurde. Die spätere Historiographie konnte auf diese Weise glaubhaft machen, dass die inzwischen eingeschlagenen Wege der Vorherrschaft schon bis in die Frühzeit Venedigs zurückreichten, aber auch, dass nur interne Streitigkeiten die Venezianer aufhalten konnten, jene Streitigkeiten, die zum Tod Orsos und zur Einsetzung der Magistri militum geführt hatten, von denen wiederum Dominicus Leo der erste war.

## Unsichere zeitliche Einordnung, Gründe für die Abschaffung des Dogenamts
Wie bei seinen Vorgängern, so wichen auch bei Dominicus Leo lange die Angaben über seine Regierungszeit stark voneinander ab. Marco Guazzo gibt 1553 in seiner Cronica an, „Orso Ipato terzo doge di Venezia“ sei im Jahr 721 zum Dogen gemacht worden und habe neun Jahre im Amt verbracht. Nach Guazzo habe er die Heraclianer in den Kampf getrieben. Die wenigen Überlebenden hätten sich schließlich gegen den Dogen gewandt und ihn umgebracht. Danach sei Venedig sechs Jahre lang (also von 730 bis 736) ohne Dogen gewesen „reggendosi per altri magistrati,& uffici“. Die Lagune habe sich also selbst durch andere Magistrate und Ämter regiert, womit die Magistri militum gemeint waren. Michele Zappullo setzt im Jahr 1609 in seinem Sommario istorico das Wahljahr Orsos hingegen auf 724 fest, das Todesjahr auf 729. Francesco Sansovino schreibt 1580 in seiner Cronologia del mondo unter dem Jahr 726, Orso sei ‚durch das Volk gestorben‘.
Doch bei der Datierung war die Unsicherheit größer, als diese vergleichsweise nahe beieinander liegenden Zeitangaben suggerieren. So schrieb 1687 Jacob von Sandrart in seinem Werk Kurtze und vermehrte Beschreibung Von Dem Ursprung / Aufnehmen / Gebiete / und Regierung der Weltberühmten Republick Venedig zwar, dass „Horleus Ursus Hypatus“ 726 „erwehlet“ worden sei, doch ergänzt er: Der Doge „verjagte zwar den Exarchum zu Ravenna, ward aber dabey so herrisch / daß das Volck in dem elfften Jahr seiner Regierung sich wider ihn empörete / und ihn umbs Leben brachte. Dieses wird von andern in das 680. Jahr gesetzet.“ Diese Unsicherheit in der Datierung setzte sich fort. Noch in Band 23 der von Lodovico Antonio Muratori herausgegebenen Quellenreihe Rerum Italicarum Scriptores wird berichtet, Orso sei 711 gewählt worden. Im Gegensatz dazu erwähnt schon Samuel von Pufendorf (1632–1694) das Jahr 737 als Ende seiner Herrschaft.
Nicht nur die Datierung bot Raum für Spekulationen, sondern auch die Herkunft. So gibt Giovanni Pietro de'Crescenzi Romani in seiner 1642 erschienenen Corona della nobilta d'Italia an, „Domenico de'Leoni“ entstamme einer adligen Familie aus Padua und Rom. Andrea Dandolo, der den Herrschaftsbeginn des Dominicus Leo explizit in das Jahr 737 legt, begründet diesen Verfassungswechsel: „Quia Veneti, occisso eorum duce, in novi ducis promocione discordes, annualem rectorem sibi preesse statuerunt, quem magistrum militum appelaverunt; que quidem dignitas, secundum Grecorum ussum, tribunatu maior, super eos et cunctum populum potestatem optinet.“ Somit wollte man nach dem Dogenmord neue Zwietracht vermeiden und zugleich nach griechischem Brauch verfahren.

## Urteile über Dominicus Leos Amtsführung, Erklärungsversuche für den Übergang zu denMagistri

### Bis zum Ende der Republik Venedig (1797)
Heinrich Kellner erklärt in seiner 1574 erschienenen Chronica das ist Warhaffte eigentliche vnd kurtze Beschreibung, aller Hertzogen zu Venedig Leben, nach nutzlosen Kämpfen: „letztlich/ als viel schadens einer dem andern zugefüget hatt / wardt der Hertzog schendtlich zu stücken gehauwen / von seinem eigenen volck. […] Unnd das geschach im elfften jar seines Hertzogthumbs.“ In Malamocco setzten die Streitparteien, so Kellners lakonische Begründung, „dann sie damals kein lust mer zu eim Hertzogen hatten/darumb wehleten sie in der Gemein ein Kriegsobersten/welcher das Regiment und alle Verwaltung hatt / aber diesen Befelch trug einer dann nicht lenger dann ein jar. Der erste ist gewesen Dominicus Leoni/mit einhelliger Stimm gewehlet.“
In der Historia Veneta des Alessandro Maria Vianoli von 1680, die ins Deutsche übersetzt unter dem Titel Der Venetianischen Hertzogen Leben / Regierung, und Absterben, Nürnberg 1686 erschien, hieß der erste Magister „Dominicus Leoni“ und nach der Übersetzung war sein Titel „Meister der Ritterschaft“ (S. 41 f.). Vianoli glaubt, der „Meister“ sei „mit sonderbarer Klugheit und Weisheit begabet gewesen“ und er habe „die Jesolaner, als sie seine Gerechtigkeit gebilliget / und den allgemeinen anerbotenen Frieden angenommen/zur völligen Ruhe gebracht. Ihme ist in dem folgenden 738sten Jahre nachgefolget Felix Cornicula“.
Später warf man Orso vor, er sei zu einseitig für Heracleia eingetreten, so dass es im Verlauf der Kämpfe zur Ermordung des Dogen kam, nachdem er sein Amt elf Jahre und fünf Monate ausgefüllt hatte. Er sei, so Augustinus Valiero, hochmütig gewesen und habe zur Tyrannei geneigt. Johann Joseph Pock formuliert diese Vorstellung 1720 in seinem Werk Der politische catholische Passagier drastischer: Nach ihm war es so, dass „Ursus Hypatus“, „durch Stolz und Hochmuth aufgeblasen, gewaltig zu tyrannisieren begunte, so stunde der Pövel wider ihm auf, und schluge ihn Anno 737.todt.“ Johann Heinrich Zedler schreibt in Band 14 seiner Allgemeine Staats-, Kriegs-, Kirchen- und Gelehrten-Chronicke von 1745, nachdem Orso „wegen seines Hochmuthes dem Volcke unerträglich fiel, wurde er 737 von dem Pöbel ermordet, und ein anderer Haupt, Maestro di Cavalieri oder Magister equitum genannt, erwehlet, welcher fast alle Gewalt,wie der Doge, erhielt, jedoch mit der Veränderung, daß alle Jahre ein neuer Maestro solte erwehlet werden.“ Inzwischen hatte sich also das Jahr 737 für Mord und Amtsantritt durchgesetzt, jedoch der Titel war vom Magister militum zum Magister equitum abgewandelt worden. Die Ursache für den Umsturz wird wiederum in der Person des Dogen gesucht, dessen Amt abgeschafft, und zugleich die Macht des neuen Oberhauptes durch das Annuitätsprinzip eingedämmt werden sollte. Ebenfalls mit diesem Titel treten die Magistri equitum im 40. Band von Zedlers Grossem vollständigem Universal Lexicon aller Wissenschaften und Künste auf, wobei Orso dort „seiner unerträglichen Insolentien halber von dem Pöbel erschlagen“ wurde. Johann Hübners Kurtze Fragen aus der Politischen Historia von 1710 bleibt noch lakonischer, spricht allerdings von einem „INTERREGNUM zu Venedig“, nachdem Orso „massacriret ward“, ein Interregnum, das fünf Jahre anhielt. Diese Tendenz, die Magistri in der Reihe der Herrscher Venedigs ausfallen zu lassen, setzte sich weitgehend durch. Zugleich war Marcellus, der zweite Doge der venezianischen Tradition, der in den zeitnahen Quellen ausschließlich als Magister militum genannt wird, schon länger ohne Begründung in die Reihe der Dogen eingefügt worden.

### Nationalstaatliche Einordnungsversuche: zwischen Bürgerkrieg und mediterraner Großmachtpolitik
Für Antonio Quadri waren 1826 die Gemüter im Verlauf der Kämpfe um Orso so aufgepeitscht („esasperato“) gewesen, dass die „nazione“, statt einen neuen Dogen zu wählen, auf die Magistri militum zurückgegriffen habe. Carlo Antonio Marin hatte dies noch für einen klugen Schachzug der Volksversammlung zur Beendigung der Anarchie gehalten, denn so gelangte die Macht an einen einzigen Magister militum, wenn auch nur jeweils auf ein Jahr.
Jacopo Filiasi glaubte 1812 in seinen Memorie storiche de' Veneti, Orso sei zu hart gegen die Equilianer vorgegangen, habe ihnen sogar Tribut abverlangt. Daher kam es zu Kämpfen, die sich zu einem Bürgerkrieg ausweiteten, wie bereits Dandolo vermerkt hatte, den Filiasi zitiert („Civilibus bellis exortis, nequiter occisus est“), ohne jedoch die genaue Fundstelle anzugeben. Filiasi mutmaßt, dass sich zudem das Volk möglicherweise gegen eine absolute Herrschaft des Dogen erhoben habe, und das Amt daher abgeschafft worden sei.
Noch stärker wurde Orso und damit die Rolle der Magistri im Rahmen des Nationalstaates umgedeutet. So meinte Giuseppe Cappelletti in seinem der Volksbildung gewidmeten Breve corso di storia di Venezia von 1872, die Nähe der Langobarden habe die venezianische „Freiheit“ und die „nationalen Reichtümer“ (‚nazionali ricchezze‘) bedroht. Bei der zeitlichen Einordnung räumt Cappelletti ein, dass die Rückeroberung Ravennas von den Langobarden irgendwann zwischen 726 und 735 stattgefunden habe. Doch nun hätten Neid und Hass, die zwischen den Inseln der Lagune geherrscht hätten, ebenso wie die privaten Animositäten zwischen den tribunizischen Familien, aber auch die Konkurrenz zwischen Eraclea und Equilio zum Bürgerkrieg geführt. Im Jahr 737 ermordeten die Lagunenbewohner schließlich, da sie keinen Dogen über sich dulden wollten, den um Ruhm und Ehre der Nation so verdienten Orso.
August Friedrich Gfrörer († 1861) sah in seiner 1872 posthum erschienenen Geschichte Venedigs von seiner Gründung bis zum Jahre 1084 ganz andere Ursachen. Nach ihm habe der Langobardenkönig Liutprand dem byzantinischen Exarchen die Wiedereinsetzung in Ravenna angeboten, um dann gemeinsame Sache gegen Byzanz zu machen. Auch müssen nach seiner Auffassung der Exarch „Eutychius und Orso […] gewonnen worden sein...“ (S. 54). Der Papst habe den Langobarden jedoch von seinem Plan abgebracht (S. 55). Dann setzt Gfrörer fort: „Fest steht: Herzog Orso ist als Opfer byzantinischer Rache gefallen. Um unter den schwierigen Zeitläuften seine Hoheit über Venetien sicher zu stellen, schaffte der Basileus am Bosporus, nachdem Orso durch angezettelte Verschwörung beseitigt worden, die bürgerliche Verwaltung der Herzoge ab, und führte eine rein militärische Regierung ein.“ (S. 57). Konsequenterweise galten Gfrörer die Magistri militum, die auf Ursus folgten, als bloße „vom kaiserlichen Hofe zu Constantinopel eingesetzte Kriegsoberste“. Dominicus Leo herrschte demnach bis 738, auf ihn folgte Felix Cornicula, der Deusdedit zurückholte. Andrea Dandolo glaubte, dies sei zur Aussöhnung geschehen, und aus diesem Grunde, und um das Unrecht am Vater wiedergutzumachen, wurde Deusdedit selbst zum Magister erhoben. Wie Gfrörer annimmt auf byzantinische Initiative folgte ihm nun wiederum Jovianus – Indiz ist wiederum der Titel hypatus –, auf den 741 Johannes Fabriciacus, der 742 geblendet wurde, folgte (S. 59).
Nachdem der posthume Herausgeber Dr. Johann Baptist von Weiß dem Übersetzer ins Italienische, Pietro Pinton, untersagt hatte, die Aussagen Gfrörers in der Übersetzung zu annotieren, erschien Pintons italienische Fassung im Archivio Veneto. Pintons eigene Darstellung erschien erst 1883 im Archivio Veneto. Orso sei, da die Chronologie Gfrörers im Widerspruch zu den Quellen stehe, nicht durch byzantinische Intrigen, sondern durch einen innervenezianischen Bürgerkrieg gestürzt worden, so, wie es das Chronicon breve Andrea Dandolos beschreibe. Pinton selbst nahm an, dass die Rückeroberung Ravennas erst um 740 stattgefunden habe (S. 40–42).

### Moderne Forschung
Es bleibt bis heute die Frage offen, auf welcher Seite der erste Magister militum zu sehen ist, auf der byzantinischen oder der „autonomistischen“. Bis in die jüngste Zeit ging nämlich die Forschung von einem Aufstand der venezianischen Führungsschicht im Jahr 726/727 aus, die demnach am Ende nicht mehr länger bereit gewesen sei, sich einem Dux zu unterstellen, der über keine nennenswerte Unterstützung des Exarchen mehr verfügt habe. Dementsprechend, so argumentierte 1964 Agostino Pertusi, könne man die jährlich wechselnden Magistri militum als Ergebnis der wachsenden Ambitionen der in Venedig vorherrschenden Gruppen deuten, die Wiederherstellung des Dogats hingegen als Zugewinn der byzantinischen Zentralmacht zu Lasten der lokalen Führungsschicht. Da jedoch Deusdedit als Exponent von Malamocco und nicht mehr der alten Zentrale Heraclea zu gelten habe, so wurde im Gegensatz dazu angenommen, habe sich einfach die Gruppe der in Malamocco herrschenden Familien gegen die von Heraclea durchgesetzt. Dementsprechend sei mit dem Mord an Orso im Gegenteil zunächst die byzantinische Zentralgewalt in Form der Magistri militum zurückgekehrt, gegen die sich dann Malamocco wehrte, wie Gherardo Ortalli argumentierte. Der Beilegung des Beinamens oder Titels des Iubianus als Hypatus könne daher eine Nähe zur byzantinischen Macht zugrunde liegen. Unklar ist dabei, ob die besagten Magistri zwischen Orso und Deusdedit venezianische Wurzeln hatten.

### Die Einordnung der Rückeroberung Ravennas in die Zeit derMagistri militum

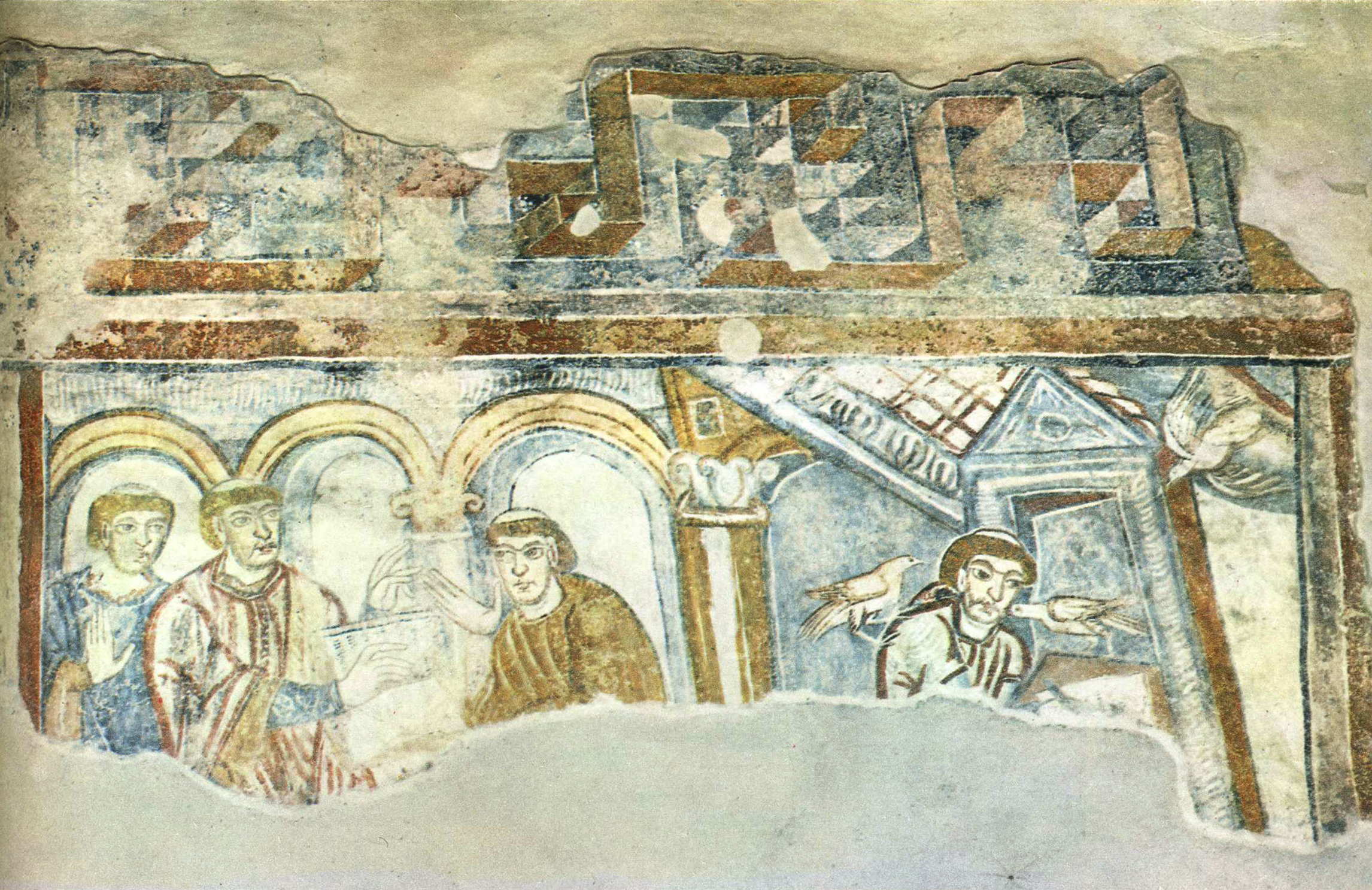
Paulus Diaconus im Gespräch mit Papst Gregor, dessen Vita er verfasste (karolingisches Fresko in der St.-Benediktskirche im Südtiroler Mals, um 825)

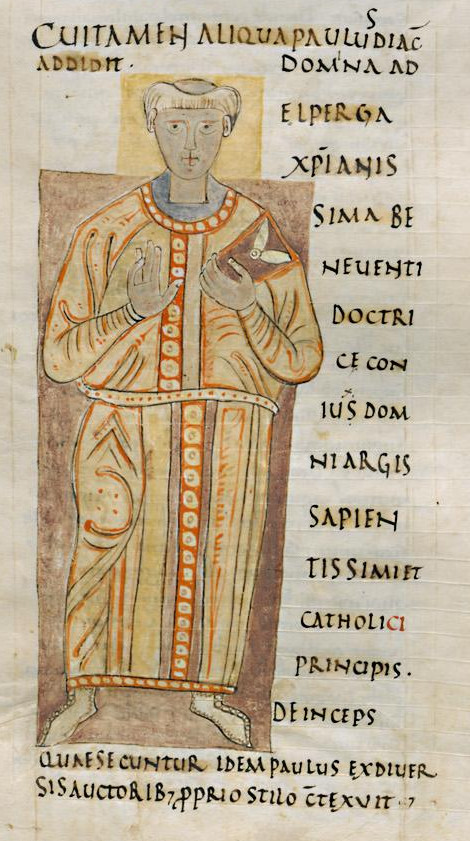
Darstellung des Paulus Diaconus im Cod. Plut. 65.35 f. 34r der Florentiner Biblioteca Medicea Laurenziana

Die angedeutete Konfusion hinsichtlich der Datierung der Kämpfe um Ravenna fand Eingang in die moderne Geschichtsschreibung, und zwar wegen eines einzigen Wortes in der Beschreibung der Vorgänge durch Paulus Diaconus in seiner Historia Langobardorum. Dabei handelt es sich um die Bezeichnung des langobardischen Königsneffen im Zusammenhang mit dem Kampf um Ravenna als regis nepus. Dies konstatierte 2005 Constantin Zuckerman. Ludo Moritz Hartmann habe nämlich die Ansicht vertreten, dass Hildeprand, der Neffe des seit 712 amtierenden Langobardenkönigs Liutprand, kaum als nepus angesprochen worden wäre, wäre er zur Zeit des Kampfes um Ravenna bereits König gewesen. Da sich aus langobardischen Quellen erschließen lässt, dass Hildeprand im Sommer 735 König wurde, musste, immer nach Hartmann, Ravenna vor der Krönung, also vor 735, erobert worden sein.
Alle Berichte von der ersten Eroberung Ravennas durch die Langobarden – 750/51 erfolgte eine zweite – gehen letztlich auf die kargen Angaben in der Historia Langobardorum zurück. Paulus Diaconus platzierte die Krönung Hildeprands in die Zeit, als die Krönungsbetreiber glaubten, König Liutprand (der aber erst 744 starb) liege im Sterben (VI, 55). Zwar war der Neffe des Königs damit selbst zum König avanciert, doch Paulus Diaconus räumte dem Neugekrönten keinen großen Anteil an der königlichen Macht ein. Im Gegenteil kontrastierte er im Zusammenhang mit dem Verlust Ravennas dessen Gefangennahme mit dem mannhaften (‚viriliter‘) Tod eines anderen Verteidigers der Stadt. Folgt man dieser Logik, so kann aus der Bezeichnung als bloßer nepus keine zwingende chronologische Schlussfolgerung mehr gezogen werden. Ottorino Bertolini, hielt, obwohl er die chronikalische Abhängigkeit Andrea Dandolos von Paulus Diaconus verdeutlichte, dennoch gleichfalls an der Nepos-Chronologie fest, obwohl eine spätere Datierung des Kampfes um Ravenna, diesmal in das Jahr 740, schon Pietro Pinton 1883 und erneut zehn Jahre später vorgeschlagen hatte. Er sah die Abfolge der Berichte des Paulus Diaconus als chronologisch korrekt an. Constantin Zuckerman ordnete die Vorgänge um die Rückeroberung Ravennas von den Langobarden in den größeren Zusammenhang der „dunklen Jahrhunderte“ von Byzanz ein und kam 2005 zu dem Ergebnis, dass die Eroberung durch die Venezianer im Herbst 739 stattgefunden haben müsse, und damit zur Zeit des zweiten Magister militum.